# Іст-Гріффін (Джорджія)
Іст-Гріффін (англ. East Griffin) — переписна місцевість (CDP) в США, в окрузі Сполдінг штату Джорджія. Населення — 1561 особа (2020).

## Географія
Іст-Гріффін розташований за координатами 33°14′36″ пн. ш. 84°13′57″ зх. д. / 33.24333° пн. ш. 84.23250° зх. д. (33.243443, -84.232599).  За даними Бюро перепису населення США в 2010 році переписна місцевість мала площу 3,80 км², з яких 3,74 км² — суходіл та 0,06 км² — водойми.

## Демографія
Згідно з переписом 2010 року, у переписній місцевості мешкала 1451 особа в 525 домогосподарствах у складі 367 родин. Густота населення становила 382 особи/км².  Було 604 помешкання (159/км²).
Расовий склад населення:
| - 68,2 % — білих - 27,2 % — чорних або афроамериканців - 0,3 % — корінних американців - 1,3 % — осіб інших рас |

До двох чи більше рас належало 3,0 %. Частка іспаномовних становила 4,1 % від усіх жителів.
За віковим діапазоном населення розподілялося таким чином: 27,6 % — особи молодші 18 років, 61,4 % — особи у віці 18—64 років, 11,0 % — особи у віці 65 років та старші. Медіана віку мешканця становила 34,5 року. На 100 осіб жіночої статі у переписній місцевості припадало 95,8 чоловіків;  на 100 жінок у віці від 18 років та старших — 90,9 чоловіків також старших 18 років.
Середній дохід на одне домашнє господарство  становив 35 999 доларів США (медіана — 37 344), а середній дохід на одну сім'ю — 37 279 доларів (медіана — 39 167). За межею бідності перебувало 24,8 % осіб, у тому числі 18,3 % дітей у віці до 18 років та 15,8 % осіб у віці 65 років та старших.
Цивільне працевлаштоване населення становило 495 осіб. Основні галузі зайнятості: виробництво — 19,4 %, мистецтво, розваги та відпочинок — 18,0 %, роздрібна торгівля — 15,2 %, транспорт — 12,5 %.